# Hősök tere (Budapest, XVII. kerület)
A Hősök tere egy köztér Budapest XVII. kerületében, Rákosligeten.

## Megközelíthetősége
A tér  Budapest XVII. kerületének egyik legfontosabb észak-déli irányú főútja, a Ferihegyi út mentén található, Rákosliget közepén. Jelenleg a nappali 98-as, 146-os, 146A, 176E, 198-as és 276E buszok, valamint az éjszakai 998-as és 998B viszonylatok állnak meg a téren.

## Története
Rákosligetet az 1890-es évek legvégén alapították. A tervezőasztalon született település (akkor még Munkás Otthon néven) központjába egy tágas teret álmodtak meg, melyet a Rákosligetet építő  Munkás Otthon Házépítő Szövetkezet első, addigra már elhunyt alapító elnöke (egyben az építkezés ötletgazdája és helyszínének kiválasztója) után Fackh Károly térnek kereszteltek el.

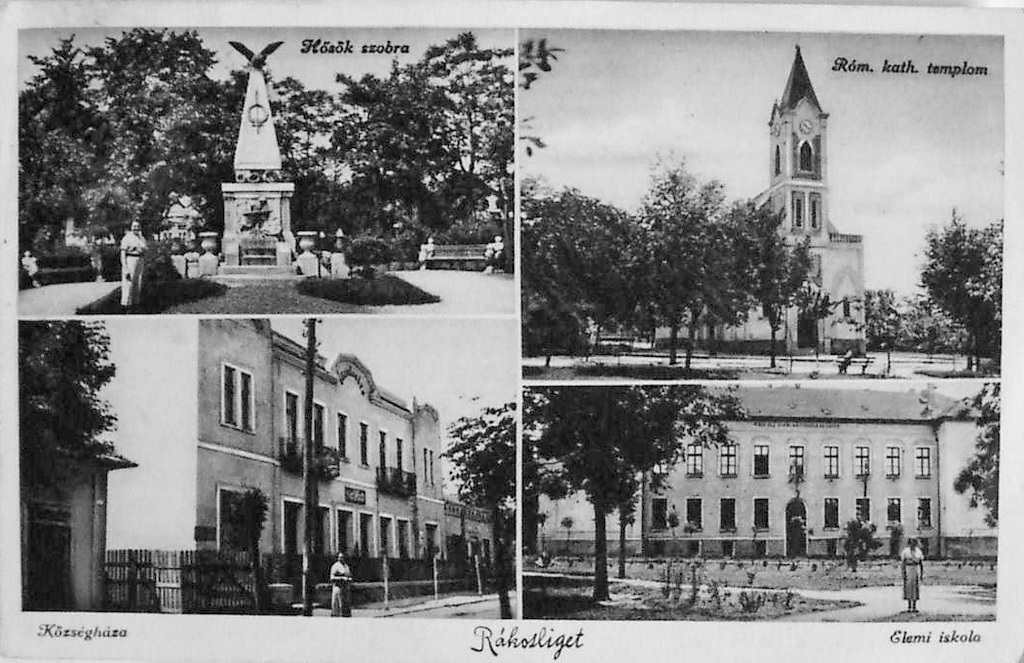
Képeslap 1937-ből, rajta az óramutató járása szerint: Hősök szobra / katolikus templom / Községháza / az általános iskola régi épülete

Nevét 1925-ig őrizte, mikor is a Hősök szobra avatása kapcsán új nevet kapott: Hősök tere. Fackh Károly tér csak 1996-ban lett megint Rákosligeten, ekkor a pár utcával feljebb található egykori temető helyén kialakított köztér vette fel az alapító nevét.
Tervezett település lévén a téren épült fel körben a Rákosligeti Magyarok Nagyasszonya plébániatemplom (azaz a katolikus templom) az általános iskola (ma: Gregor József Általános Iskola), a mai Csekovszky Árpád Művelődési Ház és itt nyílt meg a boltok többsége, később meg egy szálloda, annak földszintjén pedig egy kávéház és egy mozi is. Itt volt Rákosliget önálló településsé válása után a községháza is, melyet a ma Maros moziként ismert egykori szálloda épületének emeleti részéből alakítottak ki (földszintje továbbra is moziként és kávéházként funkcionált, ezekből később csak a mozi maradt meg 1992-ig, mikor is bezárták).
Szintén itt kapott helyet a parkosított részben 1925-ben az első világháború rákosligeti áldozatainak emléket állító Hősök szobra, 1934-ben az országzászló, 1997-ben pedig az alapítás 100-ik évfordulójára készült gránittömb is.

## Leírása
A teret a Ferihegyi út középen két részre bontja. Rákoskeresztúr felől érkezve balra található a rákosligeti teniszklub három szabadtéri, salakos pályával, mögötte pedig a Csekovszky Árpád Művelődési Ház, amit eredetileg is közösségi háznak építettek még a XIX-XX. század fordulóján és máig is ekképp funkcionál. A művelődési ház mellett, a tér sarkán épült fel 1911-ben a Maros mozi egy emeletes épülete, ami 1911-től 1914-ig szállodaként (Rákosligeti Központi Szálloda) és kávéházként illetve rövid időn belül moziként is működött. 1914-ben az önálló településsé vált Rákosliget önkormányzata megvásárolta és emeleti részén rendezte be a községházát, míg alsó részét meghagyta mozinak. Rákosliget 1950-es Budapesthez csatolása után az emeleti rész fokozatosan kiürült, de a földszinten egészen 1992-ig működött a Maros mozi. Az épületet tizenhét év elhagyatottság után 2009-ben vették újra használatba helyi önkéntesek segítségével és ma kiállító- és alkotóházként funkcionál.
A teniszklub és a tér északkeleti vége közötti parkosított részen található a rákosligeti hősök szobra, mely Rákosliget első világháborúban elesett lakosai előtt tiszteleg, oldalában, a kőbe vésve a hősi halottak névsorával. A tér északkeleti csücskében található a körzeti gyermekorvosi rendelő, a Maros mozi oldalában (de már a IX. utcában) pedig a felnőtt orvosi rendelő. A Ferihegyi út túloldalán, szintén parkosított részen áll a Rákosliget alapításának 100. évfordulóját megörökítő gránittömb, a park mögött pedig az 1903-ban megépült Gregor József Általános Iskola régi épülete áll. Ezen parkrész déli végében található a Rákosligeti Magyarok Nagyasszonya római katolikus templom, Liget talán legismertebb épülete. A templomtól délre szintén parkosított rész van, melynek közepén egy országzászló magasodik. Ezen országzászló mögött épült fel a Liget Center, az egykori szupermarket helyén. Az új épületben a szupermarket mellett számos más üzlet és egy patika is helyet kapott. A szupermarket később megszűnt, helyén ma edzőterem működik.

## Galéria
- Hősök szobra
- A Gregor József Általános Iskola új épülete
- Csekovszky Árpád Művelődési Ház